# Ratarda javanica
Ratarda javanica is een vlinder uit de familie van de Ratardidae. De wetenschappelijke naam van de soort is voor het eerst geldig gepubliceerd in 1937 door Roepke.